# Uracanthus ventralis
Uracanthus ventralis là một loài bọ cánh cứng trong họ Cerambycidae.